# Moriguchi

Moriguchi au sein de la Préfecture d'Osaka.

Pour les articles homonymes, voir Moriguchi (homonymie).
Moriguchi (守口市, Moriguchi-shi) est une ville de la préfecture d'Osaka, au Japon. Elle est voisine de la ville d'Osaka.

## Géographie

### Démographie
En mars 2024, la ville avait une population de 141 041 habitants et une densité 11 079 personnes/km2. Sa surface totale est de 12,73 km2.

## Histoire
La ville a été fondée le 1er novembre 1946.